# René van der Gijp
René van der Gijp (Dordrecht, 4 aprile 1961) è un ex calciatore olandese, di ruolo attaccante.
Anche il padre Wim e gli zii Janus, Frederick e Cor sono stati calciatori.

## Carriera

### Nazionale
Conta 15 partite con la nazionale olandese, con la quale ha giocato tra il 1982 e il 1987.

## Palmarès

### Competizioni nazionali
- Campionato olandese: 2

PSV Eindhoven: 1985-1986, 1986-1987
- Campionato svizzero: 1

Neuchâtel Xamax: 1987-1988